# Crestes de Canedo
Les Crestes de Canedo és una serra situada al municipi de Lladorre a la comarca del Pallars Sobirà, amb una elevació màxima de 267 metres.